# La casa tra le onde
La casa tra le onde (雨を告げる漂流団地?, Ame o Tsugeru Hyōryū Danchi) è un film d'animazione del 2022 diretto da Hiroyasu Ishida.

## Trama
Durante le vacanze estive, l'undicenne Natsume Tonai si intrufola in un palazzo prossimo alla demolizione dove andava spesso con il suo compagno di scuola Kōsuke Kumagaya a casa di suo nonno. Anche Kōsuke entra in casa con i suoi amici Taishi e Yuzuru perché vogliono cercare dei fantasmi per un progetto scolastico. Incontrano Natsume e scoppia una discussione perché lei e Kōsuke non vanno più d'accordo da tempo. A loro si uniscono Reina e Juri, che arrivano perché Reina è gelosa dello stretto rapporto di Natsume con Kōsuke. Mentre la discussione si intensifica, vengono trasportati in mare insieme all'intero condominio sotto un acquazzone improvviso. C'è solo acqua tutt'intorno e la struttura sembra galleggiare. Di tanto in tanto passano davanti ad altre case abbandonate e i bambini non sanno come tornare a casa. Mentre esplorano la casa, incontrano il misterioso Noppo. Natsume aveva già detto che lo avrebbe incontrato in quel luogo, ma gli altri non le avevano creduto. Egli si unisce al gruppo, mentre Kōsuke tende a prendere le distanze, soprattutto da Natsume.
Quando le scorte condivise si esauriscono lentamente, Kōsuke lancia una corda a una casa fluttuante per cercare cibo lì. Anche Natsume lo accompagna e lentamente si rendono conto che devono restare uniti in quella situazione. Ma ancora non sanno dove si trovano realmente né come tornare a casa. Passano sempre più case, che i bambini riconoscono come edifici del loro passato demoliti da tempo. Vengono risvegliati anche ricordi dolorosi e gradualmente Natsume e Kōsuke parlano apertamente. Natsume, i cui genitori litigavano costantemente, trovò rifugio presso Kōsuke e suo nonno. Ma quando quest'ultimo morì, ciò mise a dura prova la loro relazione. Nel frattempo la casa sprofonda sempre più nel mare, alcuni bambini rimangono feriti e la loro situazione diventa sempre più pericolosa. Noppo mostra cambiamenti sempre più strani che condivide con la casa. Il gruppo scopre che lui è lo spirito della casa e che sono stati trasportati in quel mondo da lui.
Quando si avvicina un temporale in cui la casa rischia di sprofondare, Noppo rifiuta di fuggire con loro per affondare con essa. Ma Natsume non riesce a separarsi da Noppo e dalla casa, dove ha tanti ricordi felici con Kōsuke e suo nonno. Lei torna indietro, e lo stesso fanno i suoi  amici. Con l'aiuto di una vecchia ruota panoramica e del suo fantasma, salvano la casa dallo sprofondamento. Alla fine la tempesta passa e si imbattono in una terra dove sono bloccate molte case abbandonate e i loro fantasmi. Noppo vede il suo destino compiuto e lascia i suoi amici. Si allontanano con la casa e si ritrovano finalmente di nuovo nel loro mondo. Il palazzo viene alla fine demolito, ma grazie all'avventura vissuta, l'amicizia tra Kosuke e Natsume si è riaccesa.

## Distribuzione
Il film è stato distribuito simultaneamente nelle sale cinematografiche giapponesi e nel resto del mondo su Netflix il 16 settembre 2022.